# Tadeusz Dembończyk
Tadeusz Dembończyk, né le 23 décembre 1955 à Tarnowskie Góry et mort le 11 février 2004, est un haltérophile polonais. 

## Carrière
Tadeusz Dembończyk participe aux Jeux olympiques de 1980 à Moscou et remporte la médaille de bronze.